# Julien Salellas
Julien Salellas, né le 30 août 1981, est un joueur français de rugby à XV évoluant au poste de deuxième ligne.

## Clubs successifs
- USA Perpignan 2002-2003
- Lyon OU 2005-2011
- Rugby Club Rillieux
- AS Mâcon 2011-2017

## Palmarès
- International -19 ans : champion du monde 2000 en France.[réf. nécessaire]
- International -21 ans[réf. nécessaire]
- International universitaire :
  - 2003 : 3 sélections (Angleterre U, Italie U, Pays de Galles U)[réf. nécessaire]
  - 2004 : capitaine, 2 sélections, 2 essais (Pays de Galles U, Angleterre U)[réf. nécessaire]
  - 2005 : capitaine, 1 sélection, 1 essai (Angleterre U)[réf. nécessaire]
  - 2006 : 1 sélection (Espagne)[réf. nécessaire]